# Betplan
Betplan é uma comuna francesa na região administrativa de Occitânia, no departamento de Gers. Estende-se por uma área de 5,46 km². Em 2010 a comuna tinha 101 habitantes (densidade: 18,5 hab./km²).